# Франц Иосиф Австрийский
Франц Иосиф Австрийский ((нем. Franz Josef, Erzherzog von Österreich) при рождении Франц Иосиф Карл Леопольд Бланка Адельгунда Игнатий Рафаэль Михаэль фон Габсбург-Лотарингский нем. Franz Joseph Karl Leopold Blanca Adelgunda Ignatius Rafael Michael von Habsburg-Lothringen, 4 февраля 1905, Вена — 9 мая 1975, Хернштайн, Баден) — австрийский эрцгерцог из Тосканской ветви династии Габсбургов.

## Биография
Эрцгерцог Франц Иосиф родился 4 февраля 1905 года в Вене. Его отцом был австрийский эрцгерцог Леопольд Сальватор из Тосканской ветви Габсбургов. Матерью Франца Иосифа была испанская инфанта Бланка, дочь карлинистического претендента на трон Испании дона Карлоса Младшего де Бурбона. Франц Иосиф стал девятым ребенком и четвертым сыном в семье. После него родился ещё один сын Карл Пий. При рождении ему было дано имя Франц Иосиф Карл Леопольд Бланка Адельгунда Игнатий Рафаэль Михаэль фон Габсбург-Лотарингский с титулом «Его Императорское и Королевское Высочество эрцгерцог Австрийский, принц Венгерский, принц Богемский, принц Тосканский».

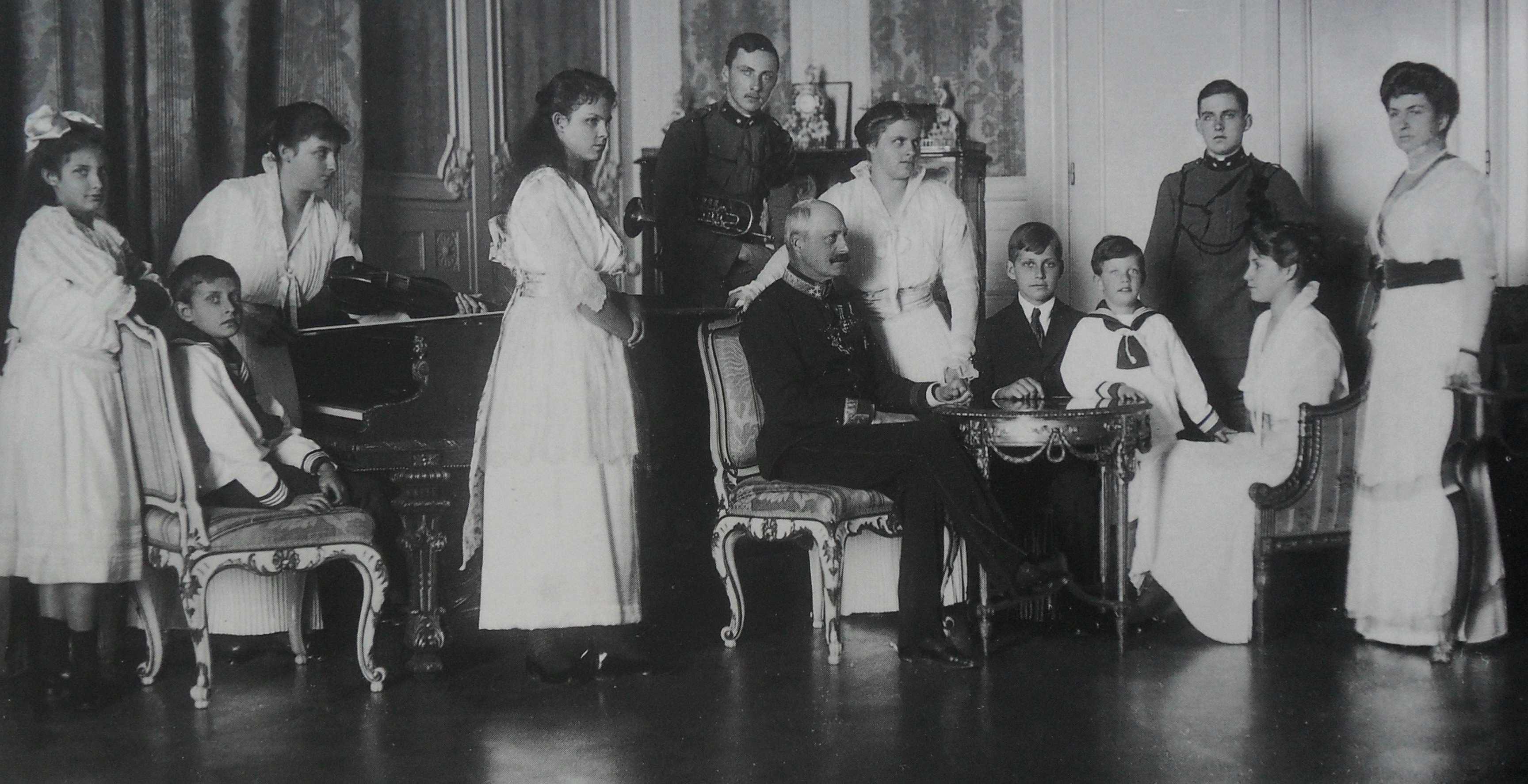
Семья эрцгерцога Франца Иосифа.

Семья Франца Иосифа была очень богатой. Они владели двумя дворцами под Веной: Тосканским дворцом и Вильгельминенбергом. Лето обычно проводили в Италии, где их матери принадлежала вилла в Виареджо. Он получил хорошее образование. Мать, обладавшая властным характером, была главой их семьи, отец был военным и изобретателем, автором нескольких военных изобретений. Предки со стороны отца правили в Австрии, Тоскане и королевстве Обеих Сицилий, со стороны матери — в Испании, Франции и герцогстве Парма.
Когда началась Первая мировая война, мальчику было 9 лет. Родители отослали его в католическую школу Утренней звезды (нем. Stella Matutina) в городе Фельдкирх. Там он обучался вместе с младшим братом австрийской императрицы Циты принцем Гаэтано Бурбон-Пармским.
После падения австрийской империи семья Франца Иосифа осталась ни с чем. Все их имущество было конфисковано и семья отправилась в изгнание в Испанию. Двое старших братьев, Леопольд и Райнер, остались в Австрии и признали республиканское правительство. Поселились в Барселоне, где от продажи драгоценностей купили небольшой дом. В Барселоне Франц Иосиф продолжил обучение в католической школе-интернате. В 1926 году он официально стал гражданином Испании с именем Франциск Хосе Карлос де Габсбург и Бурбон. По окончании обучения стал работать в качестве механика в Барселоне. Получил лицензию летчика вместе с братом Антоном. С ним же купил небольшой самолет и осуществлял перелеты в округе Барселоны.
Во время Испанской революции семье пришлось покинуть страну. Они вернулись в Австрию, а также жили в Италии. Он жил вместе со своей овдовевшей к тому времени матерью, незамужними сестрами и братом Карлом Пием. После переехал в Париж, где нашел работу в двух авиакомпаниях.
Во время краткого визита в Берлин он влюбился в австрийскую эмигрантку Марту Баумер (1906—1987), которая была разведена с бароном фон Кахлером, богатым сахарным магнатом из Чехии. Она была дочерью Андреаса Рудольфа, армейского офицера, и Анны, графини ди Локателли. 22 июля 1937 года в присутствии родителей невесты они сыграли свадьбу в Лондоне. Брак был морганатическим, семья стала жить во Франции. Во время Второй мировой войны они эмигрировали в США. Поселились в городе Франконии, штат Нью-Гэмпшир. Франц Иосиф работал в сельскохозяйственной и лесной промышленности. После войны пара вернулась в Европу. Некоторое время они жили в Мадриде, затем в Австрии. Брак был бездетным и закончился разводом в 1954 году.
С 1955 года эрцгерцог снова осел в Австрии, где работал в лесной промышленности. Он женился во второй раз на Марии Елени Сиуниг де Бассус (1925—1994), дочери Эгона Сиуниг и Неллы Пенелопы Джилдини, 21 января 1962 года в Цюрихе. От брака имел одну дочь:
- Патриция Фредерика Мария Валерия Нелла, графиня фон Габсбург-Лотаринская (род. 23 апреля 1963) — замужем не была, детей не имеет.

После смерти своих братьев Карла Пия в 1953 году и Леопольда в 1958 году, Франц Иосиф унаследовал статус карлинистического претендента на испанский престол. Его мать была сестрой Хайме, герцога Мадридского, и её сыновья унаследовали этот титул от дяди. Был прозван Франциском I, королём Испании. Умер 9 мая 1975 года в возрасте 70 лет в Хернштайне.